# 高楼金駅
高楼金駅（こうろうきん-えき）は中華人民共和国北京市通州区に位置する北京地下鉄7号線の駅である。

## 駅構造

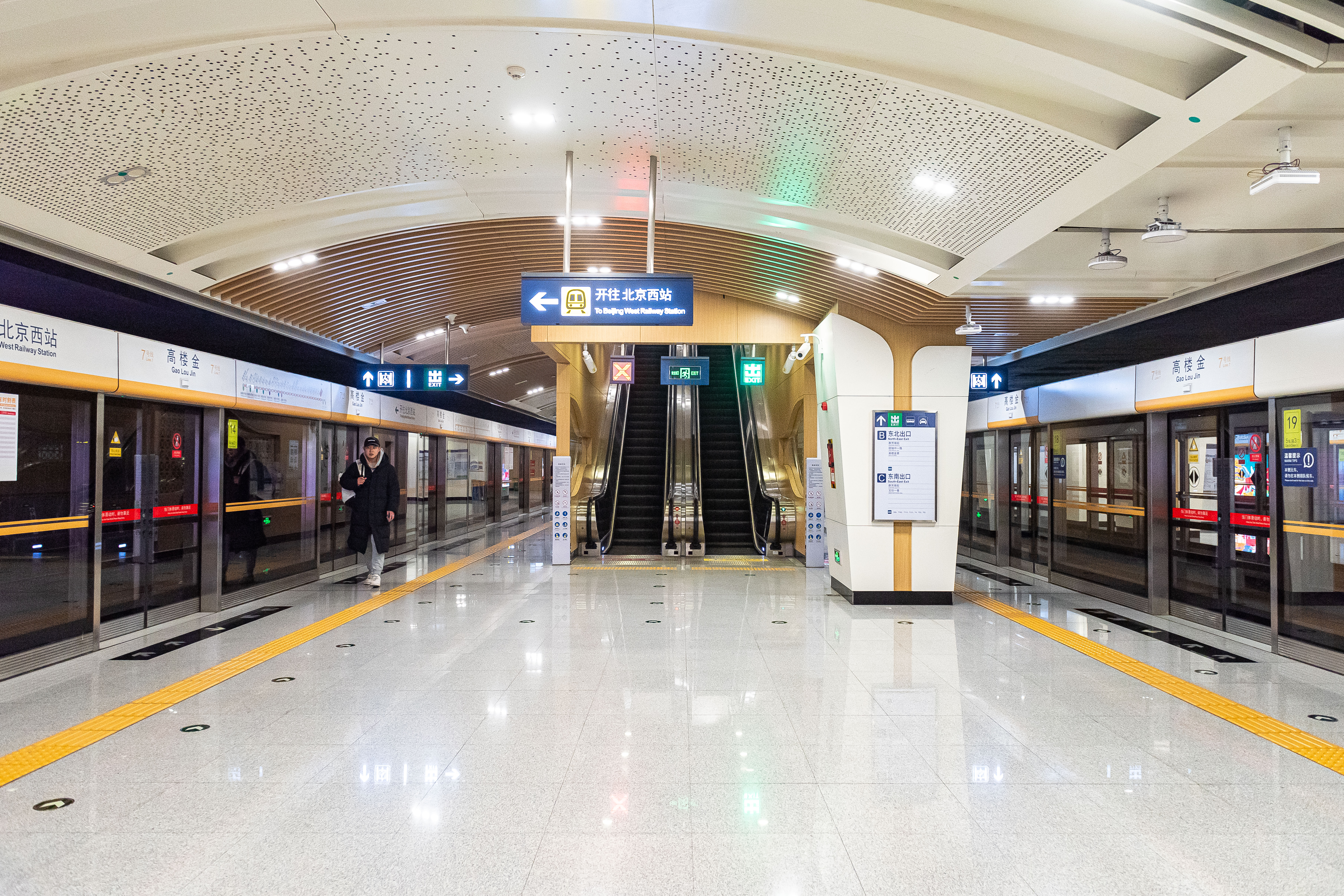
ホーム

島式ホーム2面3線の地下駅である。

## 歴史
- 2019年12月28日 - 開業。

## 隣の駅
北京地下鉄
■7号線
群芳駅 - 高楼金駅 - 花荘駅
座標: 北緯39度51分43秒 東経116度40分46秒 / 北緯39.86189度 東経116.67940度